# 趙迪 (元朝)
趙迪（1183年—1252年），金朝末年、元朝初年真定藁城县（今河北省藁城县）人。
幼年丧父親，事母孝、善骑射。金末为义军万户。郡将出六鈞強弩，立賞招募能挽弩之人。赵迪获胜，历任真定县尉、藁城县尉、藁城县丞。蒙古军至藁城，赵迪率众归降成吉思汗。1222年，藁城改为永安州，趙迪任永安軍同知節度使事。随成吉思汗西征。他治军以严著称，所过无犯。
真定既破，赵迪马上搜罗在城中的藁城人，得男女千餘人。諸将想要分取之，赵迪说他们是自己所掠，当归他自己。諸将許諾，赵迪于是将他们都释放了，人们感泣而去。当時兵荒之餘，骸骨蔽野，赵迪以大塚掩埋。1252年去世，年七十岁。有子七人，其中赵椿龄官至真定路转運使。